# Browerville
Browerville é uma cidade localizada no estado americano de Minnesota, no Condado de Todd.

## Demografia
Segundo o censo americano de 2000, a sua população era de 735 habitantes. 
Em 2006, foi estimada uma população de 717, um decréscimo de 18 (-2.4%).

## Geografia
De acordo com o United States Census Bureau tem uma área de 
1,8 km², dos quais 1,8 km² cobertos por terra e 0,0 km² cobertos por água.

## Localidades na vizinhança
O diagrama seguinte representa as localidades num raio de 28 km ao redor de Browerville. 